# Wolfgang Kleff
Wolfgang Kleff (Schwerte, 16 de novembro de 1946) é um ex-futebolista alemão que atuava como goleiro. Fez parte do que é considerado o melhor time da história do Borussia Verein für Leibesübungen 1900 Mönchengladbach e. V., que, nos anos 70, disputava os torneios em pé de igualdade com o Fußball-Club Bayern München.
No Mönchenglabdach, foi campeão da Bundesliga de 1969–70, Bundesliga de 1970–71, Bundesliga de 1974–75, Bundesliga de 1975–76 e Bundesliga de 1976–77. Venceu a DFB-Pokal de 1972-73 e  Copa da UEFA de 1974–75 e Copa da UEFA de 1978–79.

## Na Seleção Alemã
Apesar do talento, Kleff teve poucas oportunidades na Seleção Alemã de Futebol porque conviveu na mesma época com Sepp Maier, considerado o maior goleiro alemão de todos os tempos. Como reserva de Maier, foi campeão do Campeonato Europeu de Futebol de 1972 e da Copa do Mundo FIFA de 1974.